# Danny Haß
Danny Haß (* 15. September 1974) ist ein ehemaliger deutscher Fußballspieler. Für den seinerzeitigen Zweitligisten Hannover 96 kam er im Laufe seiner sonst vornehmlich zwischen Dritt- und Fünftklassigkeit pendelnden Laufbahn zu einem Kurzeinsatz im Profibereich.

## Sportlicher Werdegang
Haß entstammt der Jugend des heutigen 1. FC Frankfurt, der zu seinen Jugendzeiten in der DDR als FC Vorwärts Frankfurt und nach der Wende als FC Victoria '91 Frankfurt antrat. Ab 1996 spielte er für die SpVgg 05 Bad Homburg unter anderem in der fünftklassigen Landesliga Hessen, verließ den Klub aber nach ausstehenden Gehaltszahlungen nach nur einem halben Jahr in Richtung SG Bad Soden. Dabei verweigerte der abgebende Klub die Freigabe, die per einstweiliger Verfügung erwirkt wurde. 1998 verließ er den ebenfalls von finanziellen Problemen geplagten Klub, als er zum FC Remscheid in die drittklassige Regionalliga West wechselte. Am Ende der Spielzeit 1998/99 verpasste er mit dem Klub nach nur zwei Saisonsiegen als Tabellenletzter den Klassenerhalt.
Im Sommer 1999 wechselte Haß zu Hannover 96, wo er in den Folgezeit in der Reservemannschaft in der fünftklassigen Niedersachsenliga agierte. Als Meister der Weststaffel der Spielzeit 1999/2000 qualifizierte er sich mit der Mannschaft für die erfolgreich gestalteten Aufstiegsspiele zur Oberliga Nord. Dabei rückte er auch in den Fokus von Horst Ehrmantraut, dem Cheftrainer der Profimannschaft. Am letzten Spieltag der Zweitligasaison 1999/2000 schnupperte er Luft in Profibereich, als er beim 3:3-Unentschieden gegen den VfL Bochum für Darlington Omodiagbe in der zweiten Halbzeit beim Stand von 1:2 eingewechselt wurde. Nachdem er in der folgenden Oberliga-Spielzeit mit den 96-Amateuren den Klassenerhalt verpasst hatte, wechselte er zum Ligarivalen SV Concordia Ihrhove. 2002 erreichte er mit der Mannschaft das Endspiel um den Niedersachsenpokal, dass jedoch mit einer 0:2-Niederlage gegen die Amateurmannschaft des VfL Wolfsburg endete. Im Zuge einer Ligareform, bei der die vormals zweigleisige Oberliga Nord zu einer Staffel zusammengeführt wurde, verpasste er mit dem Klub am Ende der Spielzeit 2003/04 den Klassenerhalt. Daraufhin zog er zum Lüner SV weiter, der in der fünftklassigen Westfalenliga spielte. Anschließend ließ er bei TuS Hiltrup und dem FC 96 Recklinghausen seine Laufbahn ausklingen.
Hauptberuflich ist Haß in der Logistikbranche tätig.